# The Gun Woman
The Gun Woman is een Amerikaanse western uit 1918 onder regie van Frank Borzage.

## Verhaal
La Mesa is een mijnstad in verval in het Wilde Westen. Het plaatsje wordt geteisterd door een geheimzinnige overvaller. Wanneer een vreemdeling wordt beroofd door de bandiet, besluit hij om hulpsheriff te worden van La Mesa. Hij voelt zich aangetrokken tot de eigenaresse van de plaatselijke danszaal. Zij wordt op haar beurt verliefd op een oplichter, die er met haar geld vandoor gaat en daarmee een casino begint in een florerende stad in de buurt.

## Rolverdeling
| Acteur           | Personage          |
| ---------------- | ------------------ |
| Texas Guinan     | The Tigress        |
| Ed Brady         | The Bostonian      |
| Francis McDonald | The Gent           |
| Walter Perkins   | Sheriff Joe Harper |
| Thornton Edwards | Vulture            |
| George W. Chase  | Vulture            |